# 馬田 (YouTuber)
馬田（英語：Martin），香港兼職YouTuber，網民暱稱「腩田」，創建個人烹飪頻道「點 Cook Guide」，介紹和烹飪美食、介紹香港飲食資訊、經營網上火鍋和食材訂購網站「牛旨商店」，亦有與臺灣YouTuber阿神合作頻道「搞神馬」。

## 個人頻道
2014年2月21日，馬田創立自己的YouTube烹飪頻道「點 Cook Guide」，主要拍攝烹飪地道菜式、小食、甜品，讓自煮一族能以簡單食譜輕鬆做出美食，同時拍攝開箱及旅遊等不同主題影片。早期他活躍於高登討論區，以名為「牛餐肉」的賬號分享自己的影片。現時「點 Cook Guide」在每週一、三、五、定期發佈新影片，星期日不定期發佈。此外，他會不定期在晚上（深宵）時段直播，透過開箱、聊天室互動、砌模型、煮食等不同形式與觀眾互動。
2020年9月，「點 Cook Guide」以90萬位訂閱者和1.1億的觀看次數，超越了笑波子，成為訂閱排行第二的非藝人出身的廣東話YouTuber，僅次於大J，2021年6月30日，「點 Cook Guide」訂閱人數達至99.1萬，超越大J成為訂閱排行第一的非藝人出身的廣東話YouTuber，2021年8月1日，訂閱人數達至100萬。
早期頻道影片中有另一位YouTuber Cherry小美，後來她沒有再出現在「點Cook Guide」的影片內。

### 頻道歷程
- 2017年，「 點 Cook Guide 」已達近22萬訂閱，主要為香港觀眾。
- 2019年1月1日，其訂閱人數達50萬，成為了第六位突破50萬訂閱的廣東話頻道。
- 2020年8月，馬田與香港哲學普及平台「好青年荼毒室」合作，拍攝以哲學為題材的清談系列「哲學有飯開」，令頻道的內容走向多樣化。
- 2020年9月，訂閱人數達90萬，並擁有1.1億的觀看次數，躍升為訂閱排行第二的非藝人出身的廣東話YouTuber。
- 2021年6月30日，以99.1萬訂閱人數達、1.43億的觀看次數，躍升為訂閱排行第一的非藝人出身的廣東話YouTuber。
- 2021年8月1日，其訂閱人數達100萬，成為香港第三位突破100萬訂閱、首位非藝人出身的廣東話頻道，也是首位同時擁有兩個百萬訂閱頻道的香港人。
- 2025年3月12日，在完成「倒數300集」的最後一集後，頻道暫停更新，亦正式完結了定時一周三次的發片，馬田亦暫時進入休息狀態。

## 合作頻道
2017年，馬田與台灣電子遊戲YouTuber阿神合作開設YouTube頻道「搞神馬」，以開箱、美食、遊戲等為主要內容。由於華語YouTuber圈中少有的跨地域合作模式，「搞神馬」的內容也迎合了不少年青網民的喜好，訂閱人數及觀看次數一直持續增長；在2019年11月下旬，「搞神馬」成功突破YouTube一百萬訂閱。
為拍攝「搞神馬」，馬田每月均會往來台灣工作室拍攝。2020年，受2019冠狀病毒病疫情影響及兩地相關檢疫措施所限，馬田一度無法前往台灣拍攝，頻道需以影片庫存、由台灣其他YouTuber代班或兩地各自攝錄片段再整合以維持影片發放。馬田最終於2022年年末才能前赴台灣拍攝「搞神馬」影片。
「搞神馬」現時為隸屬於Capsule（日商點子膠囊）公司旗下的的專屬創作者。

## 電視節目
2020年12月，馬田為香港電台主持首個電視節目：港台電視31《我煮場 Cooking Family》。在此之前，馬田亦曾於香港電台及ViuTV其他節目以嘉賓身份出場。
2022年亦先後於香港開電視的煮食節目《疫境中的餐桌》中擔任嘉賓，及與余思敏共同主持以香港食材為主題的《馬田港原味》。
2023年则与米露迪及鄭伊琪共同主持ViuTV飲食真人秀節目《偏食細路鬥大廚》，以及與陳欣茵於HOY TV合作《馬田煮場》。
2024年與莊錠欣於HOY TV合作《馬田點食記 台灣篇》。

## 出版作品
憑藉對煮食及甜品的專注，他亦先後出版過兩本食譜書藉：首本於2019年7月隨當年香港書展正式發售，第2本著作亦於2020年初先後於臺灣及香港開售。
| 出版日期      | 書名                                                                              | 出版社     | ISBN                   |
| ------------- | --------------------------------------------------------------------------------- | ---------- | ---------------------- |
| 2019年7月13日 | 《點Cook Guide－－地獄廚神翻身恩物 （页面存档备份，存于）》                       | 明窗出版社 | ISBN 978-988-8525-19-5 |
| 2020年4月13日 | 《馬田帶你解構甜點：從入門到進階，一本學會職人級烘焙技法 （页面存档备份，存于）》 | 台灣東販   | ISBN 9789865112844     |

## 外部連結
- YouTube上的點 Cook Guide頻道
- 點 Cook Guide的Facebook專頁
- YouTube上的搞神馬頻道
- 點 Cook Guide 食譜小屋 （页面存档备份，存于）